# Paragon ID
 (février 2019).
 (février 2019).
Si vous disposez d'ouvrages ou d'articles de référence ou si vous connaissez des sites web de qualité traitant du thème abordé ici, merci de compléter l'article en donnant les références utiles à sa vérifiabilité et en les liant à la section « Notes et références ».
Paragon ID, anciennement ASK, est une société fabriquant des cartes à puce avec ou sans contact et des solutions de radio-identification. Créée en 1997 en ciblant originellement le marché des titres de transport, elle s'est depuis diversifiée dans le domaine de l'identité avec les passeports biométriques.
Lors du rachat de l'entreprise par le Groupe Paragon, l'entreprise ASK a été renommée en Paragon ID. 
Elle est cotée à la bourse de Paris. 

## Historique
Paragon ID a été créée sous le nom de ASK en 1997 pour répondre à la demande des opérateurs de transport qui recherchaient une solution télé billettique sans contact. ASK participe à l'industrialisation de la carte Navigo en collaboration avec la RATP et la SNCF. Premier industriel à produire des cartes Calypso, elle entre sur les marchés des transports amiénois et niçois en 1998 et se lance en 2000 sur le marché des titres de transport parisiens. Ses cartes sans contact seront ensuite sélectionnées par JCDecaux pour son système Cyclocity.
En 2001, elle se diversifie en rachetant la division cartes à puce de Motorola et développe le 1er ticket papier sans contact. Dès 2004, ASK propose une solution destinée aux documents d'identité.
En 2005, elle crée une coentreprise chinoise avec Tshingha Tongfang.
En 2007, ASK remporte le marché des 14 millions de tickets sans contact pour les Jeux Olympiques de Pékin. Elle remporte aussi le marché des permis de conduire sans contact américains.
Elle se lance aussi en 2007 sur la réalisation de produits bancaires sans contact en signant un partenariat avec Mastercard.